# Руси у Сједињеним Америчким Државама
Руси у Сједињеним Америчким Државама (Руси у Сједињеним Државама, Руси у Америци или Амерички Руси) су грађани САД руског порекла. САД су насељавали и за време Руске империје и Савеза Совјетских Социјалистичких Република. По насељавању могу се поделити у људе руског порекла који су недавно досељивани, у 21. веку и руске имигранте који су населили Сједињене Америчке Државе у 19. веку, нарочито области северозападне Америке, односно Аљаску, Орегон, Вашингтон и Калифорнију.

## Демографија
По попису из 2009. године, број људи у САД национално изјашњених као Руси је 3.163.084. Многи људи руског порекла у Сједињеним Америчким Државама слабо или уопште не говори руским језиком. Губљење националног идентитета Руса у Сједињеним Америчким Државама догађа се управо јер доста њих одрасте у породицама које говоре енглеским језиком. Упркос томе, према попису, руски је био говорни језик за 851.174 људи који живе на простору САД. Према Дависовом центру за руске и евроазијске студије на Харварду, 1990. године. 750.000 људи Сједињених Америчких Држава су били етнички Руси.
Метрополитанско подручје Њујорка остало је главно подручје на којем се насељавају руски мигранти. Брингтон бич и Бруклин и даље представљају најважнији демографски и културни центар руског народа. Стара група руских миграната из 19. века поставила је стуб Руске православне цркве у Америци. Данас се већина ове групе асимирала у локално друштво, а етничке традицију настављају да се негују искључиво око цркве.

## Колонизација

### Руска Америка
Становништво данашње америчке државе Аљаске били су углавном Руси, а цела територија је контролисана од стране Руске империје. На простору данашњих САД, постојао је велики број руских предузећа, као што је било Форт Рос, основан 1812. године и служило је као база за целу пољоприревду Русије.
Руска Америка(рус. Русская Америка) је била колонија Руске империје на северу Америчког континента између 1733. и 1867. године. Простирала се углавном на подручју данашње Аљаске, али је приревемено поседовала подручја и око Калифорније. Ово подручје је прирпојено Русији 1799. године. Управни центар Руске Америке] је био град Новоархангелск (данашње насеље Ситка (на Аљасци). Између 1812. и 1841. године, Руси су контролисали утврђење Форт Рос у Калифорнији, а између 1814. и 1817. утврђење Форт Елизабет на Хавајима. Број Руса који су се доселили у ову колонију није био велик и на свом врхунцу је износио око 700. Током овог периода, Руска православна црква је започела мисионарски рад на ширењу хришћанства међу домороцима. Данас на Аљасци има око 90 руских православних парохија са око 20.000 верника, припадника домородачког становништва. Русија је 1867. године продала своје поседе у Америци САД за тадашњих 7,2 милиона долара (данашња вредност те суме је 121 милион долара). Данас се на овом простору налази држава Аљаска, која је део Сједињених Америчких Држава. Након што су земљу купиле САД купиле земљу од Русије, већина Руса се вратила у матицу, а неки су се преселили на јужну Аљаску и у Калифорнију.

### Први талас
Први масовни талас имиграције из свих делова Европе у САД догодио се крајем 19. века. Милиони људи су отпутовали у Сједињене Америчке Државе у последњој деценији 19. века. Између 1820. и 1870. године само 7.550 Руса је емигрирало у Сједињене Америчке Државе, али почево од 1881. године, стопа имиграције је прелазила 10.000 годишње : 593.700 у периоду од 1891-1900, 1,6 милиона од 1901-1910, 860.000 од 1911-1914. и 43.000 људи у периоду од 1915-1917.
Први светски рат задао је тежак ударац целом руском народу. У периоду од 1914.-1918. године у свим деловима руског друштва. Након завршетка Првог светског рата, стотине хиљада јевреја, великим бројем оних из Русије и целе Европе имигрирали су у Сједињене Америчке Државе у потрази за бољим животом.

### Други талас
Велики талас Руса је емигрирао у кратком временском периоду 1917-1922, уочи Октобарске револуције и Руског грађанског рата. Ова група је колективно позната као бела емиграција. САД биле су друго по величини одредиште за те имигранте, након Француске. Овај талас се често назива први талас, када се говори о имиграцији совјетског доба. Шеф руске привремене владе, Александар Керенски, био је један од тих имиграната.
Пошто су имигранти били од виших класа Руске империје, значајно су допринели америчкој науци и култури. Излагачи Владимир Зворкин, често називан "отац телевизије", Александар М. Пониатоф, оснивач Ампека и Александар Лодигин, стигли су са овим таласом. Америчка војска је у великој мери користила долазак таквих проналазача као што је био Игор Сикорски (који је измислио хеликоптер и аеросан), Владимир Вашкевич и Алекандер Северски. Многи сматрају да су Сергеј Рахмањинов и Игор Стравински један од највећих композитора икада у САД. Романописац Владимир Набоков, виолиниста Јаша Хајфец и глумац Јул Бринер такође су напустили Русију у овом периоду.

## Руси у Америци за време Совјетског Савеза
Током совјетске ере, емиграција је забрањена и ограничена на врло мали број људи, који су емигрирали у САД и друге земље Западног Блока из политичких разлога. 1970. године, Совјетски Савез је привремено попустио ограничења емиграције за јеврејске емигранте, што је довело до скоро 250.000 људи који су напустити земљу. После економских и политичких реформи, од средине осамдесетих година 20. века, дошло је до пораста економске миграције у Сједињене Америчке Државе, где је отишао велики број спортиста и уметника из Русије, како би наставили своје каријере.

## Руси у Америци након распада СССР
Године 1987, поново је започетка масовна јеврејска емиграција. Велики број њих кренуло је ка САД, а онима који су емигрирали из Совјетског Савеза улаз у земљу је био забрањен. 1990. године, 50.716 грађана бившег Совјетског Савеза добили су статус политичких избеглица у Сједињеним Америчким Државама, 33.881 лица 1991. године, 61.298, 1992. године, 48.627, 1993. године, 43.470 људи 1994. године и 35.716 лица 1995. године. Како су године текле, та бројка је опадала, па је 2003. године улаз у земљу из Русије затражило 1394. лица. По први пут у историји, Руси су постали значајан део илегалне имиграције у Сједињеним Америчким Државама. Распадом Совјетског Савеза 1991. године и ксније преласком на слободну тржишну економију, дошло је до хиперинфлација и низа политичких и економских криза деведесетих година 20. века, које су кулминирале у финансијском удесу 1998. године. До средине 1993. године између 39 и 49% Руса је живело сиромашно, што је довело до новог таласа политичке и економске емиграције из Русије, а опет велики број њих имигрирао је у Сједињене Америчке Државе. У периоду од 1991-2001 кренуо је велики имиграциони талас научника и инжењера из Русије. Према Националној фондацији за науку, у Сједињеним Америчким Државама је 2003. године било 20.000 научника, а руски софтверски инжењери су били одговорни за 30% Микрософтових производа, 2002. године.
Совјетски Савез је био спортска велесила, а многи истакнути руски спортисти имигрирали су у Сједињене Америчке Државе. Примери су Александар Овечкин, Александар Волцчков и Андреј Кириљенко. Настиа Лиукин је рођена у Москви, али је дошла у Америку са родитељима као млађе дете и развила се као шампиона гимнастица у САД. Марија Шарапова се преселила у САД када је имала седам година.

## Руске заједнице у Сједињеним Америчким Државама
Заједнице у Америци са високим процентом људи руског порекла

- Николаевск, Аљаска 67.5%[16]
- Пајксвил, Мериленд 19.30%
- Розлин Естејтс, Њујорк 18.60%
- Хјулет Харбор, Њујорк 18.40%
- Ист Хилс, Њујорк 18.00%
- Вишек, Северна Дакота 17.40%
- Јурика, Јужна Дакота 17.30%
- Бичвуд, Охајо 16.80%
- Пен Вин, Пенсилванија 16.70%
- Кенсингтон, Њујорк 16.20%
- Мејфилд, Пенсилванија 16.20%
- Наполион, Северна Дакота 15.80%

Америчке заједнице са већином становника рођених у Русији
- Милвил, Делавер 8.5%
- Саут Виндам, Мејн 7.8%
- Саут Гал Лејк, Мичиген 7.6%
- Лавланд Парк, Охајо 6.8%
- Терамугус, Конектитут 4.7%
- Харвич Порт, Масачусетс 4.6%
- Браш Прери, Вашингтон 4.5%
- Фистервил, Пенсилванија 4.4%
- Колвил, Вашингтон 4.4%
- Мејфилд, Охајо 4%
- Серенеда, Тексас 4%
- Очард, Вашингтон 3.6%
- Левенворт, Вашингтон 3.4%